# 토스트마스터즈 인터내셔널
토스트마스터즈 인터내셔널(Toastmasters International, TI)은 미국에 본사를 둔 비영리 교육 기관으로, 사람들이 커뮤니케이션, 대중 연설, 리더십 기술을 개발할 수 있도록 돕기 위해 전 세계적으로 클럽을 운영하고 있다.

## 같이 보기
- 데일 카네기
- 연설

저명한 회원
- 팀 앨런
- 제임스 브래디
- 조 콘리
- 마크 이턴
- 스티브 프레이저
- 나폴리언 힐
- K. C. 존스
- 빌리 진 킹
- 린융러
- 린다 링글
- 짐 러벨
- 테런스 매캔
- 레너드 니모이
- 톰 피터스
- 월리 쉬라
- 킹 비도어
- 트레이시 윌슨
- 존 영 (우주비행사)